# Touchez pas au grisbi ! (roman)
Pour les articles homonymes, voir Grisbi (homonymie).
Touchez pas au grisbi ! est un roman d'Albert Simonin publié en 1953 aux éditions de la Nouvelle Revue française et ayant reçu le prix des Deux Magots la même année.

## Historique
Ce roman policier de la Série noire a été préfacé dans son édition originale par Pierre Mac Orlan. Ce roman débute la trilogie simonienne consacrée au truand vieillissant Max le Menteur et sera suivi de Le cave se rebiffe et de Grisbi or Not Grisbi, tous deux également adaptés à l'écran, le dernier volet l'ayant été en 1963 sous le titre Les Tontons flingueurs. 
L'édition originale comprend, en fin de volume, un glossaire de l'argot annoncé de la sorte :
« Les non affranchis
sont invités
à consulter le Glossaire Argotique
en fin de volume.»

## Résumé
En 1953, dans un bistrot parisien où la pègre a ses habitudes, Frédo, un petit truand sans envergure, lance à la cantonade qu’il part régler son compte à Riton de Montreuil, un cador de la place. Max, le plus ancien ami de Riton, est témoin de la scène. Moins d’une heure plus tard, Frédo est retrouvé mort par la police. À son corps défendant, Max se retrouve alors embarqué dans une intrigue toute en bagarres, trahisons, et fusillades au cours de laquelle il apprendra le prix de l’amitié et perdra ses illusions sur un milieu où les codes traditionnels sont en voie de disparition rapide.

## Adaptation cinématographique
Le roman a été très rapidement adapté au cinéma dans le célèbre film Touchez pas au grisbi de Jacques Becker, avec Jean Gabin  et les débuts au cinéma de Lino Ventura, sorti en 1954.

## Éditions
- Touchez pas au grisbi !, Nouvelle Revue française, 1953.